# Epilaelia
× Epilaelia, (abreviado Epl) en el comercio, es un híbrido intergenérico entre los géneros de orquídeas Epidendrum × Laelia. Fue publicado en Gard. Chron., ser. 3, 16: 605 (1894).